# Кафедральный собор Момбасы
Кафедральный собор Момбасы, также известен как церковь Святого Духа (англ. Mombasa Cathedral) — католическая церковь, находящаяся в Момбасе, Кения. Является основным местом католического богослужения в этой стране и резиденцией епископа архиепархии Момбасы.

## История
Первая католическая миссия в Момбасе была основана в 1889 году отцом Александром ле Руа, миссионером Святого Духа. Резиденция и часовня первых миссионеров находилась в Ндиа-Куу (древний город Момбаса), но в 1895 году условия жизни в них стали невыносимыми и пришлось строить здание большего размера. В январе 1898 года было куплено пять акров в районе, известном как «Макадара», где в настоящее время расположен собор.
К пасхальному воскресению 1898 года строительство церкви было завершено, но в начале XX века площади здания уже были недостаточными, чтобы вместить всё возрастающее число верующих. Таким образом, к 1919 году планировалось построить новую церковь в Момбасе, и в 1923 году строительство было завершено.